# Władimir Orioł
Władimir Emmanuiłowicz Orioł (ros. Владимир Эммануилович Орел; ur. 9 lutego 1952 w Moskwie, zm. 5 sierpnia 2007 w Calgary) – rosyjski językoznawca, albanista i tłumacz.

## Życiorys
Ukończył studia z zakresu lingwistyki na Uniwersytecie Moskiewskim. W 1981 obronił pracę doktorską (Sostaw i charaktieristika bałkanosławianskich jazykow). W 1989 obronił drugą pracę doktorską, z zakresu gramatyki historycznej języka albańskiego. Do 1990 pracował w Instytucie Studiów Słowiańskich i Bałkańskich w Moskwie, prowadził też wykłady z lingwistyki na Uniwersytecie Moskiewskim. W 1991 wyemigrował do Izraela, gdzie przez rok wykładał na Uniwersytecie Hebrajskim w Jerozolimie. Stamtąd przeszedł na Wydział Studiów Klasycznych Uniwersytetu w Tel-Awiwie, gdzie zajmował się językoznawstwem porównawczym, mitologią i folklorem. Równolegle pracował w Instytucie Szalom Hartman w Jerozolimie, gdzie prowadził studia biblijne.
W 2001 wyemigrował do Calgary w Kanadzie, gdzie pracował dla Zi Corporation jako dyrektor działu badań nad językiem. Kolejnymi etapami jego kariery naukowej były Princeton University i kanadyjski Uniwersytet Alberty. Od 2005 kierował Centrum Przekładowym w Calgary.

## Dorobek naukowy
Zainteresowania naukowe Orioła były niezwykle szerokie: od języków słowiańskich do języków paleobałkańskich (w tym języka frygijskiego). Zajmował się także analizą tekstów językach proto-afroazjatyckich i analizą tekstów biblijnych Starego Testamentu.
Jego dorobek obejmuje ponad 200 artykułów i 24 większe prace, w tym 6 monografii. Są to przede wszystkim słowniki etymologiczne. Szczególnie cenne były jego prace poświęcone etymologii i gramatyce historycznej języka albańskiego (wydane w latach 1998-2000).
Monografia o języku frygijskim z 1997 stanowiła podsumowanie badań nad epigrafią frygijską i próbę interpretacji wszystkich zachowanych inskrypcji w tym języku.
Zajmował się także tłumaczeniem poezji z języka francuskiego i hebrajskiego na język rosyjski.

## Publikacje
- 1995: Hamito-Semitic Etymological Dictionary. Leiden: Brill (razem z Olgą Stołbową).
- 1997: The Language of Phrygians. Ann Arbor: Caravan Books.
- 1998: Albanian Etymological Dictionary. Leiden: Brill.
- 2000: A Concise Historical Grammar of Albanian. Leiden: Brill.
- 2003: Handbook of Germanic Etymology. Leiden: Brill.
- 2007-2008: Russian Etymological Dictionary. Vol. 1-3. Calgary: Octavia.